# Estación Laguna Grande
 Laguna Grande (en idioma galés: Llyn Mawr) era una estación ferroviaria del Ferrocarril Central del Chubut que unía la costa norte de la Provincia del Chubut con la localidad de Las Plumas en el interior de dicha provincia.

## Toponimia
El nombre de la estación proviene de una laguna así denominada que existe en el paraje de la estación. Asimismo, hasta 1936, en los itinerarios, la estación era nombrada como Kilómetro 213. Aunque no coincidía con el punto kilométrico de la vía desde Madryn, ya que era 212.8, este fue redondeado para facilitar su uso.

## Funcionamiento
Un análisis de itinerarios de horarios de este ferrocarril a lo largo del tiempo demuestra como fue variando la importancia y el desempeño de Laguna Grande como estación. 
La estación figuró en el informe de horario del año 1928 que mostró al ferrocarril completamente dividido en dos líneas. Desde Madryn partía la línea «Central del Chubut» con destino a Dolavon, previo paso por las intermedias. La segunda era llamada «A Colonia 16 de Octubre». Aunque el tren no arribaba a dicha colonia, lo hacía en combinación con buses. Esta línea recorría el resto del tendido hasta Alto de Las Plumas. Sin embargo, el punto de salida era Rawson y no Madryn. El viaje iniciaba los lunes y viernes a las 9:25 y culminaba a las 18:57. El itinerario no detalló horarios de arribo, ya que fue considerada una parada opcional de los servicios ferroviarios. Deteniéndose estos solo si había pasajeros o cargas con interés de este punto.  
El segundo informe de 1930 expuso unificadas las dos líneas anteriores y puso a Madryn como cabecera. El viaje partía los lunes y viernes de estación Puerto Madryn a las 7:30 y arribaba a Las Plumas a las 19:35. Se vio también como Rawson perdió el protagonismo frente a Trelew, que se mostró eje de otras líneas. Laguna Grande empezó a figurar con detalles. La estación era alcanzada por los trenes las 18:15. En tanto, estaba separada de Km 192 por 50 minutos y de la punta de riel Alto de las Plumas por 1:20 minutos.
El tercer informe de 1934 mostró que el viaje principal de la línea que partía desde Madryn a las 8:30 los miércoles con arribo a Alto de las Plumas 20:15. En todos los viajes el trayecto a Laguna Grande le infería a los trenes 10:20 horas. En tanto, la distancia para unirse con Las Chapas era de 55 minutos y con Alto de las Plumas se requerían 1:20 minutos. De este itinerario la estación se mostró como clausurada o reducida a apeadero.
El cuarto informe de 1936 constató la mejoría en los tiempos de los viajes a vapor y la novedad de los coches motor. El viaje de larga distancia a Las Plumas se continuó haciendo a vapor. Este corría los miércoles a las 8:45 y culminaba 19:30. El tren arribaba a esta estación las 18:25. mientras que, estaba separada de Las Chapas por 1:05 minutos (Km 192 no volvió a figurar por años) y de Alto de las Plumas por 1:05 minutos . No obstante, Laguna Grande no cumplía tareas de la estación, sino más bien servicios de apeadero o simplemente estaba clausurada. 
El quinto informe del 1 de abril de 1938 expuso leves variaciones. El viaje principal partía los miércoles desde Madryn a Las Plumas a las 8:00 horas para arribar a las 19:30 horas. El tren alcanzaba Laguna Grande a las 18:25. La estación continuó clausurada.
El itinerario de Ferrocarriles del Estado del 15 de diciembre de 1940 detalla que el viaje principal partía los miércoles desde Madryn a Las Plumas a las 7:45 horas, paso por Laguna Grande 18:20 y arribo a las 19:30 horas a Las Plumas; mientras que el regreso se emprendía desde Las Plumas los jueves las 7:00, con visita por Laguna Grande 8:05 y llegada a Madryn a las 17:30. Además, el itinerario informó que este poseía edificación para pasajeros ala derecha de la vía y se hallaba clausurado o funcionando como apeadero. Por último, el documento comunica que se precisaba 1:05 hora para unir la distancia con Las Plumas y 1 hora para hacer el recorrido hacia Las Chapas.
El informe de 1942 no brindó grandes variaciones con el de 1936. Solo que el servicio partía los miércoles  desde Madryn a Las Plumas a las 8:00 horas para arribar a las 19:30 horas. El tren pasaba por esta estación a las 18:25, dejando de ser parada opcional de los servicios ferroviario o apeadero.
El itinerario de 1946 es uno de los más completos que abordó al ferrocarril. En el informe se comunicó la continuidad de existencia de la línea a Colonia 16 de octubre y la del Central del Chubut. El viaje partía siempre en trenes mixtos de cargas y pasajeros. El tren salía de Madryn a las 7:30, luego el viaje culminaba en Altos de Las Plumas a las 19:30. El tiempo de 12 horas de viaje se debió a que el mismo se hacía a vapor. Los servicios de trenes mixtos arribaban a esta estación a las 18:17, estando separada de Las Chapas por 1:07 minutos y de Las Plumas por  1:13 minutos. Este viaje solo se hacía los miércoles y mostró un leve empeoramiento de los tiempos del ferrocarril. En este itinerario apareció con categoría apeadero, confirmando la decadencia de los anteriores informes.
El mismo itinerario con fecha el 15 de diciembre de 1946 fue presentado por otra editorial y en el se hizo mención menos detallada de los servicios de pasajeros de este ferrocarril. El itinerario difirió principalmente en lo relacionado con varios puntos como estaciones y apeaderos que fueron colocados con otros nombres. Sin embargo, la diferencia más notable fue la ausencia de los desvíos Km 11, Km 22,  Km 50, Km 114, Km 122, Km 132 y Km 141. La estación permaneció clausurada o como apeadero.
El itinerario emitido el 10 de diciembre de 1948 describió el viaje de cargas por primera vez. Este viaje tenía paradas en todos los puntos hasta la punta de riel y la particularidad que iniciaba en Trelew los martes desde las 9 en forma condicional, pasando por Laguna Grande a las 16:05 y finalizando en Altos de Las Plumas a las 17:15; mientras que el  regreso se producía los viernes desde las 8:25 con paso por Laguna Grande a las 9:20 y arribo a Trelew a las 15:55. En cuanto al viaje completo, iniciaba en Madryn a los jueves desde las 7:40, pasando por Laguna Grande a las 17:05 y finalizando en Altos de las Plumas a las 18:20. El regreso se producía los viernes desde las 9:20, previo paso por este punto a las 10:15  y arribo a Madryn a las 19:20. En cuanto al funcionamiento del ferrocarril en este punto, Laguna Grande continuó clausurada. No obstante, siguió siendo parada obligatoria de los servicios de pasajeros y cargas.    
Para el último informe de horarios de noviembre de 1955 se volvió a ver disociada a la estación Madryn del resto de las líneas. En este informe se comunicó que los servicios de pasajeros corrían los miércoles desde las 10:30 de Trelew en trenes mixtos hacia Las Plumas con arribo a las 17:43.  En tanto, la estación volvió a tener funcionamiento normal. Se mostró que estaba separada de Km 192 (que volvió a figurar) por 55 minutos y para unir los 20 kilómetros que la separaban de Las Plumas , con una evidente mejora.

## Características
La estación se ubica en el kilómetro 213 de la vía férrea y a aproximadamente 343 metros sobre el nivel del mar. La ausencia de población significativa en la zona para el tramo desde estación Campamento Villegas, pasando por esta estación hasta la punta de riel en Las Plumas causó que el servicio de pasajeros fuera ocioso. De este modo, esta extensa porción del ferrocarril fue considerada optativa de uso para subir y bajar pasajeros. Esto determinó que las estaciones y los desvíos hasta la punta de riel hayan permanecido clausurados o reducidos a apeaderos gran parte de los itinerarios. Aun para 1950 la Gobernación Militar de Comodoro Rivadavia elaboró un informe de la situación e historia del ferrocarril. El documento confirma a esta localidad como una de las principales de todo el tendido ferroviario. Esto es significativo porque se refería a toda la población rural significativa al rededor de la estación.El movimiento fuerte y constantes de la estación era generado  por el algarrobo que aquí se concentraba.
En cuanto a su equipamiento existen tres fuentes que revelan la infraestructura de Laguna Grande: La primera es el itinerario de 1934 que arrojó:
- Apartadero 580 m.
- Galpón 20 m2.[14]

En cambió, el itinerario de 1940 describe la siguiente infraestructura:
- Apartadero 618 m.
- Galpón 20 m2.[15]

La última fuente es una recopilación de datos del itinerario de 1945 e informes de la época de clausura detalló:
- Desvíos 618 m.
- Galpón 20 m2.[16]

Además, la estación era clasificada como embarcadero de tipo  P. E. C. (pasajeros, encomiendas y cargas). Mientras que afirmaba que se emitía guía, con indicación del embarcadero, a o de la estación más allá. Este embarcadero se hallaba habilitado únicamente para el recibo de cargas con flete pagado en procedencia y para el despacho de cargas con flete a pagar en destino. Este tipo de clasificación ubicó a Laguna Grande como de tipo segunda clase con todos los servicios del ferrocarril, menos hacienda.
Posiblemente, la diferencia entre los documentos se deba a una mejor medición, ampliación o un error en la recopilación de datos.